# 千禧經典台電視劇集列表 (2023年)
本列表收錄2023年香港myTV SUPER千禧經典台重播的節目。

## 重播節目
粗體字表示該電視劇首播日期在2000年前，卻安排在千禧經典台而非黃金翡翠台重播的電視劇。
京城教一、初五啟市錄、東坡家事、南龍北鳳、蕭十一郎、血薦軒轅、鐵血保鏢、封神榜、金裝四大才子、蔡鍔與小鳳仙、野蠻奶奶大戰戈師奶、燦爛的外母、新抱喜相逢、食為奴、為食神探、Yummy Yummy、美味情緣、情迷黑森林、水滸無間道、轉世驚情、鳳凰四重奏、流金歲月、團圓、與諜同謀、名門暗戰、雷霆第一關、隨時候命、ID精英、律政強人、踩過界、識法代言人、四個女仔三個BAR、幕後玩家、女人俱樂部、城寨英雄、叛逃、同盟、奸人堅、狀王宋世傑（貳）、收規華、誇世代、鳳舞香羅、通天幹探、洛神、來自喵喵星的妳、拳王、法證先鋒III、點金勝手、雪山飛狐、愛·回家 (第二輯)、愛回家之開心速遞、衝上雲霄II、古靈精探、古靈精探B、天與地、勇往直前、美麗人生、施公奇案、施公奇案II、巨輪、巨輪II、烈火雄心、降魔的、全職沒女、張保仔、My盛Lady、忠奸人、完美叛侶、鬼同你OT、大太監、公主嫁到、Loving You我愛你、你們我們他們、戀愛季節、缺宅男女、殭、談談情·練練武、情越雙白線、大囍之家、黑夜彩虹、美麗在望、單戀雙城、人生馬戲團